# Década de 520
Séculos: (Século V - Século VI - Século VII)
Décadas: 470 480 490 500 510 - 520 - 530 540 550 560 570
Anos: 520 - 521 - 522 - 523 - 524 - 525 - 526 - 527 - 528 - 529